# Rissoinidae
Famille
Synonymes
- sous-famille Rissoininae Stimpson, 1865

Les Rissoinidae sont une famille de mollusques de la classe des gastéropodes et de l'ordre des Littorinimorpha. 

## Synonymes
- famille Rissolinidae Voorwinde, 1966[1]
- sous-famille Phosinellinae Coan, 1964[1]
- sous-famille Rissoininae Stimpson, 1865[1]

## Liste des genres
Selon World Register of Marine Species (23 mars 2016) :
- genre Ailinzebina Ladd, 1966
- genre Apataxia Laseron, 1956
- genre Bralitzia Gründel, 1998 †
- genre Buvignieria Cossmann, 1921 †
- genre Chiliostigma Melvill, 1918
- genre Cossmannia Newton, 1891 †
- genre Folinia Crosse, 1868
- genre Hudlestoniella Cossmann, 1909 †
- genre Lamellirissoina Kuroda & Habe, 1991
- genre Lapsigyrus Berry, 1958
- genre Microstelma A. Adams, 1863
- genre Mirarissoina Woodring, 1928
- genre Pandalosia Laseron, 1956
- genre Phosinella Mörch, 1876
- genre Pseudotaphrus Cossmann, 1888 †
- genre Rissoina d'Orbigny, 1840
- genre Rissoinella Oyama in Taki & Oyama, 1954
- genre Schwartziella G. Nevill, 1881
- genre Stosicia Brusina, 1870
- genre Takirissoina Oyama, 1962
- genre Tomlinella Viader, 1938
- genre Zebina H. Adams & A. Adams, 1854
- genre Zebinella Mörch, 1876

## Galerie

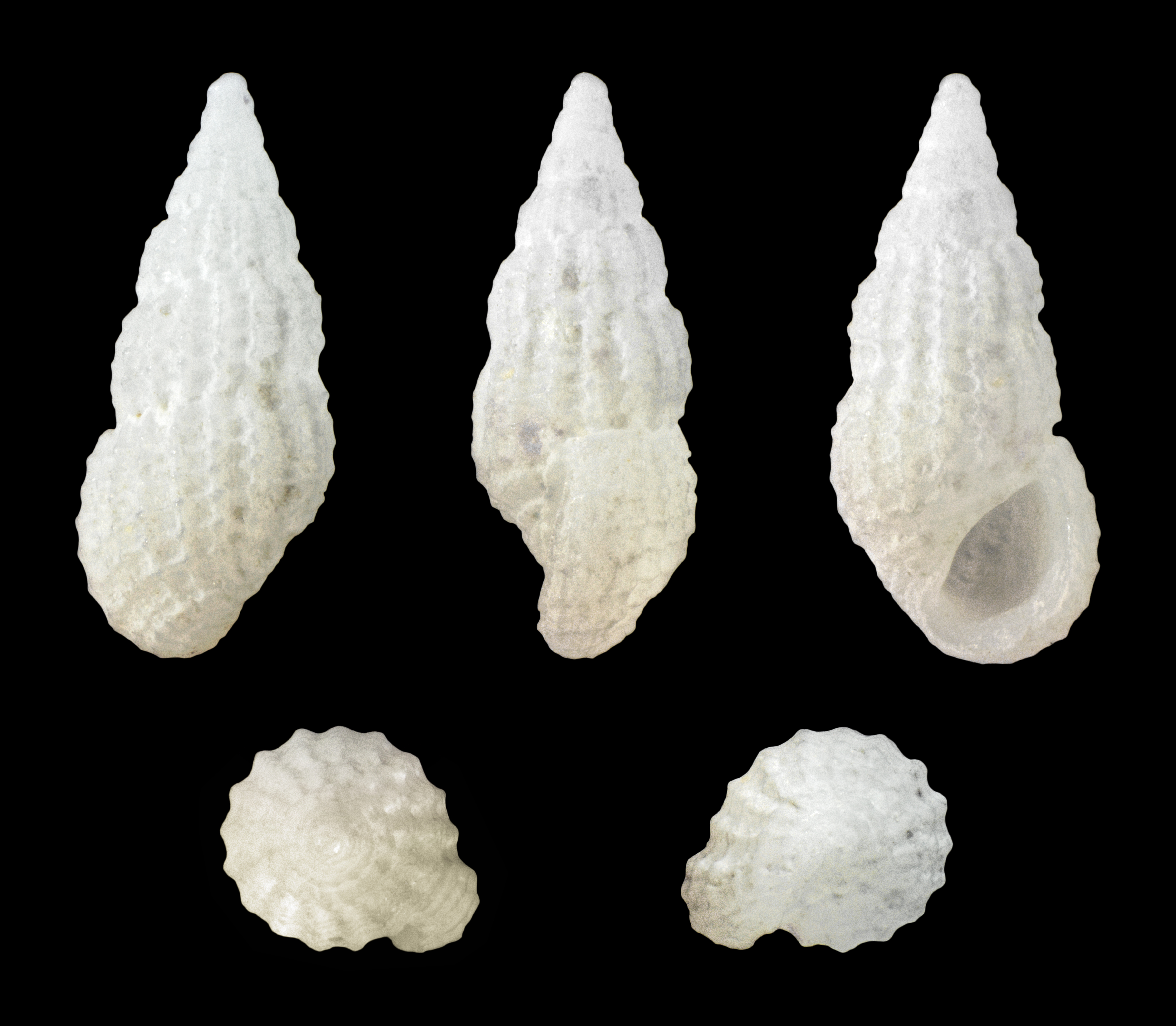
Rissoina tornatilis.
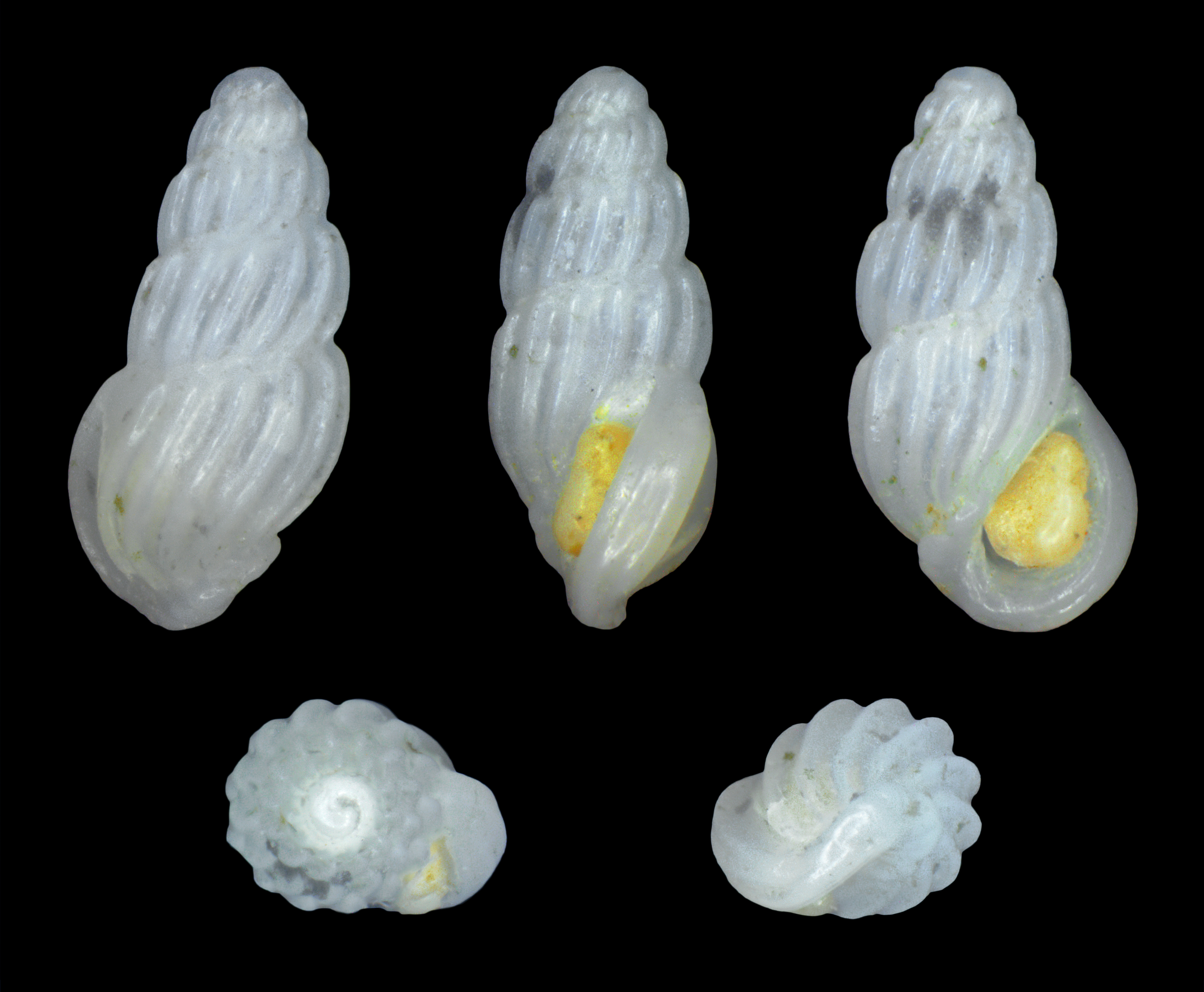
Schwartziella subfirmata.
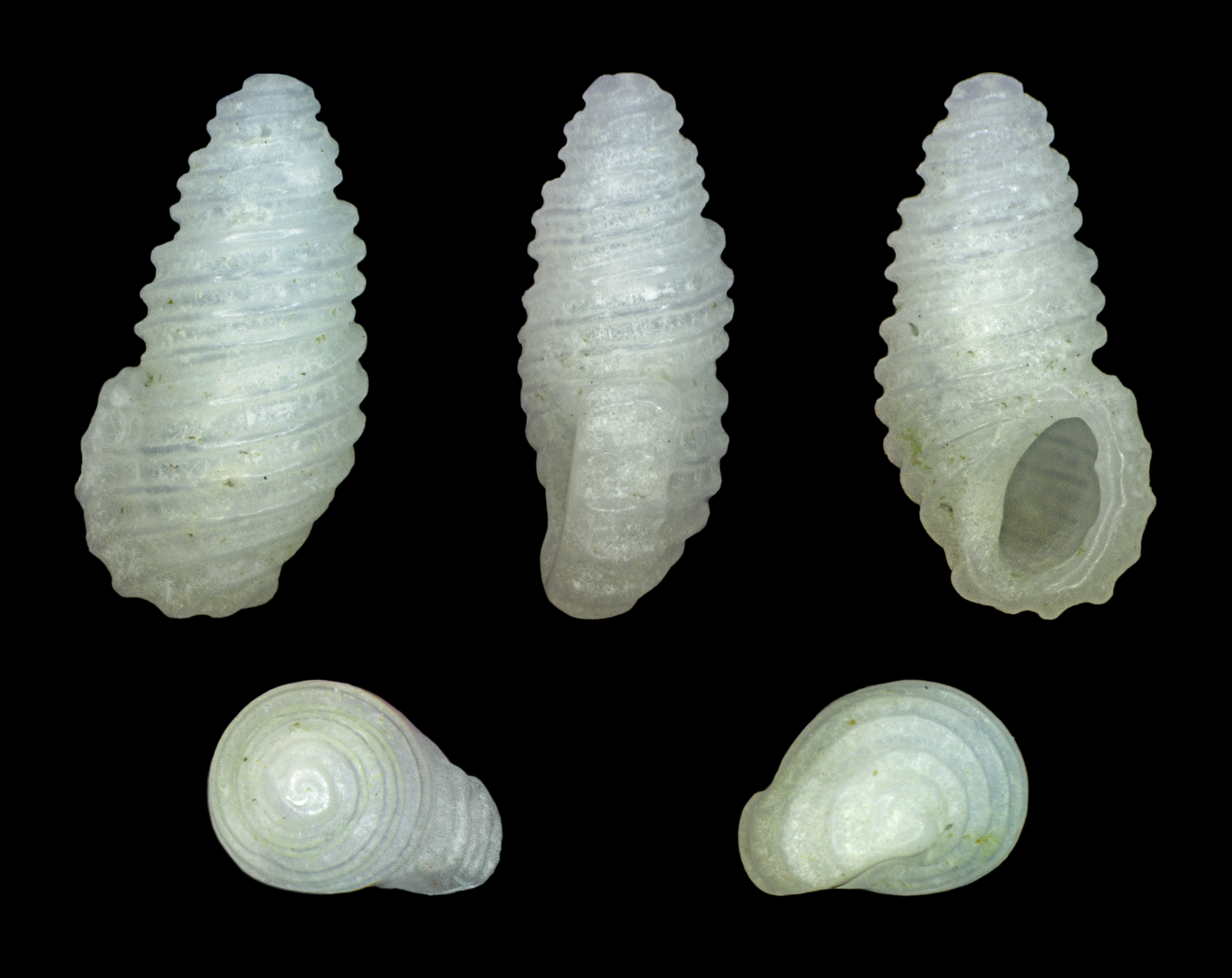
Stosicia annulata.
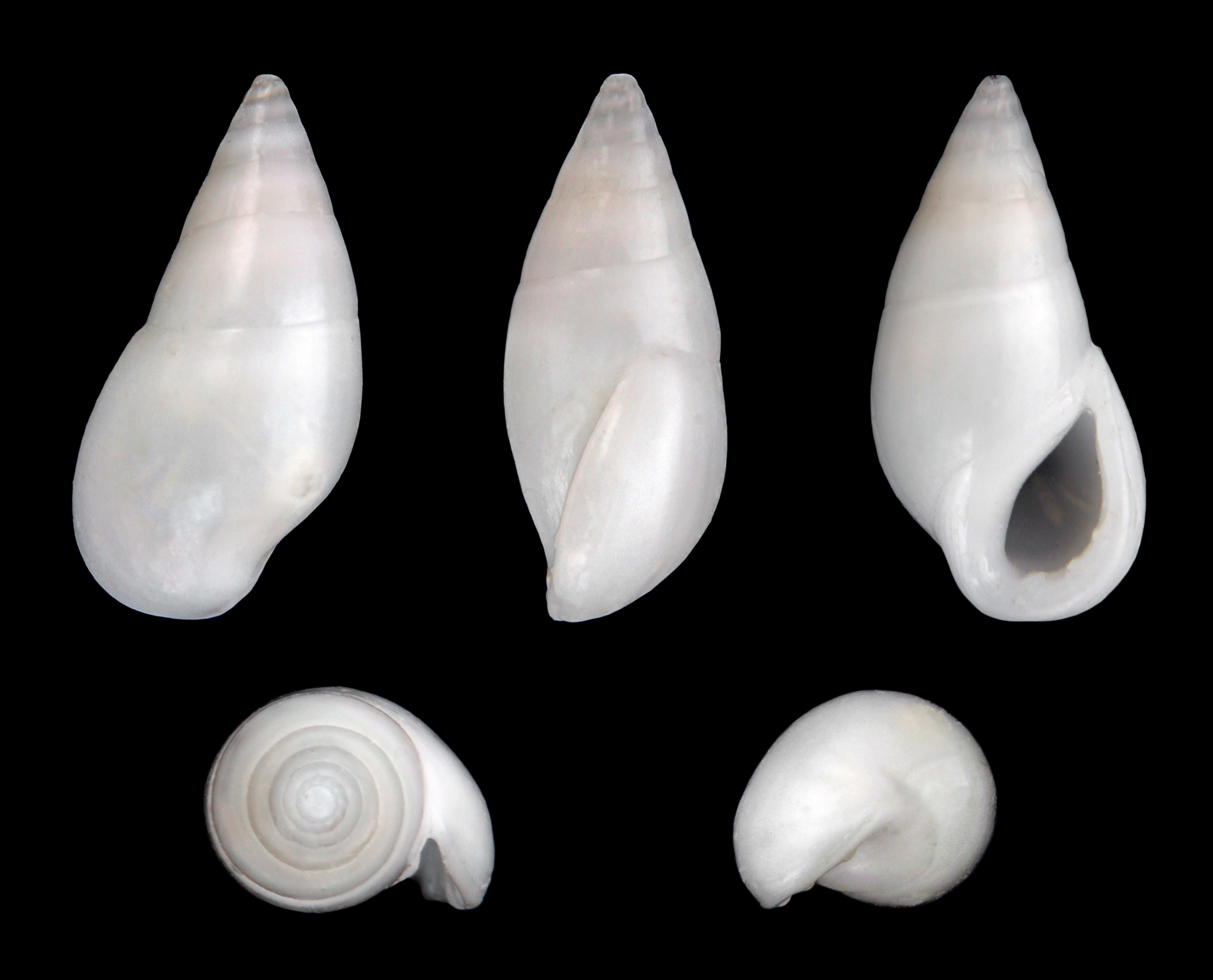
Zebina tridentata.
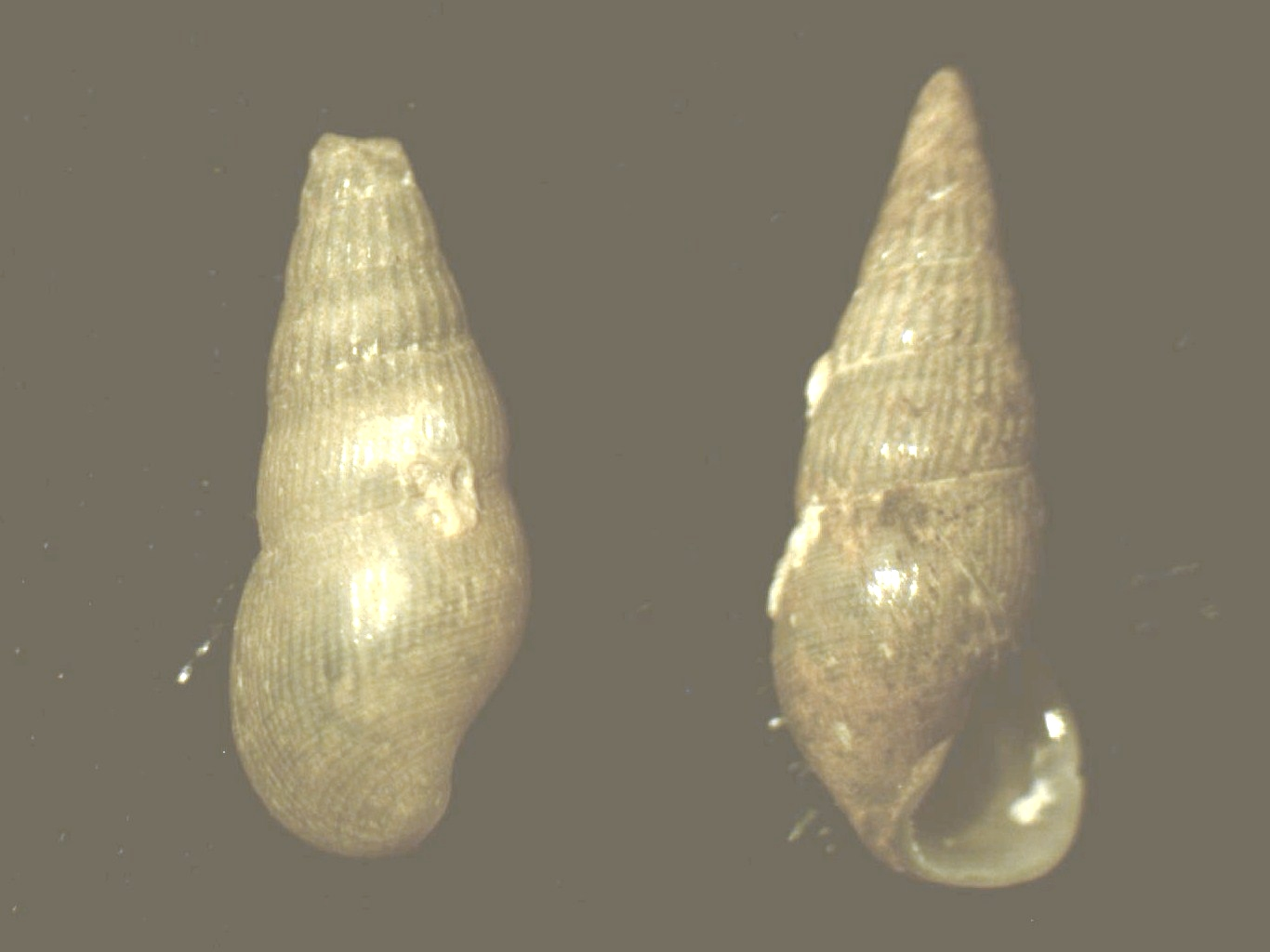
Zebinella decussata.